# 임정혁
임정혁(任正赫, 1956년 8월 15일~)은 대한민국의 대검찰청 차장검사를 역임한 법조인이다. 첫째 동생은 임태혁 판사이며, 둘째 동생은 임부혁 변호사다.

## 생애
1956년 8월 15일 서울시에서 태어나 중앙고등학교를 졸업하고 1975년 서울대학교에 진학하여 1984년에 실시한 제26회 사법시험, 과 제28회 행정고시에서 동시 합격하였다. 1987년 제16기 사법연수원을 수료하고 대구지방검찰청 검사에 임용되었다. 1996년 미국 조지워싱턴대 방문학자과정 수료하였다. 검찰 내 마라톤 동호회 프로마 회장을 역임하며 마라톤 대회에 다수 참가했다. 2005년 4월 발족한 노사 문제를 연구하는 민주사회포럼에 황교안 등 서울중앙지방검찰청 소속 공안부 검사 40여명과 함께 참여했다.
검찰청 검사
전주지방검찰청 군산지청 검사로 있던 1990년 9월 18일에 3872 제곱미터의 대지에 18평형 72가구의 임대주택을 건설해 입주자들로부터 보증금 400만원 월 28000원의 임대료를 받아오다 임대 기간이 끝나기 전에 43가구를 입주자들에게 1,3층은 1800만원, 2층은 2천만원 등 5억 5천만원을 받고 불법 분양한 신화주택 대표를 임대주택 건설 촉진법 위반으로 구속했다.
인천지방검찰청 검사로 있던 1992년 1월 22일 밤에 "서울신학대학 입시문제지 도난 사건 범인으로 검거된 학교 경비원인 정계택으로부터 일체의 자백을 받았다"는 경찰 단독 발표가 나오자 이 사실을 알게 된 임정혁은 경찰 측의 태도를 괘씸하게 여긴 채 밤 늦게 부천경찰서에 도착하여 보도진과의 접촉을 통제하고 피의자의 최종 진술확인 작업을 벌여 기자들로부터 "논공행상 때문에 고려 싸움에 기자 등 터진다"는 비아냥을 들었다. 경비원의 자백 진위와  경비과장인 조병술의 자살 동기를 밝히기 위해 학장 등 학교 관계자들을 상대로 학내세력 다툼 등에 이들이 개입됐는지 여부 등에 대해 수사를 벌였으나 단서를 잡히 못해 결국 경비원을 횡령 등 혐의로 구속하여 1992년 6월 26일에 징역1년을 구형했다.
서울지방검찰청 북부지청 검사로 있던 1996년 12월 19일에 미국 시민권을 갖고 있던 친구 안모씨(73세)를 통해 "북한 철도본부에서 공무원 생활을 하다 평양에 1.4 후퇴때 남겨 두고 온 처와 남매가 살아있다"는 사실을 1991년에 알고 1995년 6월부터 안씨를 통해 미화 1천달러를 함경남도 고원군에 있는 가족에게 보낸 어모씨(76세)를 남북교류협력에 관한 법률 위반 혐의로 불구속입건했다. 1997년 4월 29일에 건물 청소부 등 직원 90명의 월급을 주지 않은 건물관리회사 대표를 근로기준법 위반으로 구속기소했다.
한보 수사를 부산, 경남 검찰의 축소 버라이어티 쇼라고 비난한 야당인 새정치 국민회의가 1997년 2월 24일에 "불공정, 편파 수사로 승진, 영전되었다"고 주장한 16명의 검사 명단을 공개하면서 서울지방검찰청 북부지청 소속 검사였던 임정혁을 포함했다.
대구지방검찰청 공안부장으로 있던 2002년 6월 12일에 "제3회_전국동시지방선거와 관련하여 성주군수 입후보자의 지지를 부탁하며 읍.면 협의회장에게 2천여만원을 살포한 모 정당 선거운동원 2명과 김천시 의원 출마 포기와 관련해 500만원을 주고받은 입후보 예정자 등 2명을 구속하는 등 불법 선거운동을 한 혐의로 207명을 입건하고 이중에서 30명을 구속했다"고 밝혔다. 1998년 제3회_전국동시지방선거때의 입건 38명, 구속 6명보다 입건자 수는 5.4배,구속자 수는 5배 가량으로 각각 증가했다.
대검찰청 공안2·3과장과 서울중앙지방검찰청 공안2부장을 거친 공안 수사 전문가라는 평가를 받는 임정혁은 서울중앙지방검찰청 공안2부장으로 있을 때인 2004년  한미은행 파업사태를 주도한 노조 간부들을 구속기소했다. 2004년 8월 11일에 범민련 남측본부 최고위 간부인 이종린 명예의장에 대해 "2000년 9월께 조총련에 파견된 북한 대남공작원 박모씨로부터 범민족대회 기념 T셔츠 400벌에 대한 대금 및 남측본부에 대한 재정지원비 명목으로 1천여만원을 수수하는 등 북측으로부터 기념품 대금과 재정지원 명목으로 3천324만원을 건네받고 2000년 정부 허가없이 중국 베이징에서 범민련 공동의장단 회의를 개최하면서 북측 관계자와 회합하고 통일대축전 준비를 위해 조총련 인사와 연락을 가졌다"면서  국가보안법 금품수수, 회합.통신, 편의제공, 찬양.고무 혐의로 구속했다. 2005년 3월 2일에 징역3년 자격정지3년을 구형했다. 2004년 7월 12일에 공무원 신분으로 청주시민회관에서 열린 '전공노' 중앙대의원대회에서 민주노동당 공개 지지 입장을 밝힌 특별결의문을 채택한 후, 이를 전공노 홈페이지에 게재한 전국공무원노조 정용천 수석부위원장을 불구속 기소했다.  2004년 9월 7일에 대한민국 제17대 국회의원 선거에서 노무현 정부를 비판하고 민주노동당 후보를 지지하는 시국선언문을 배부하고 인터넷에 게시한 뒤에 교사 2만명으로부터 동참 서명을 받은 원영만 전교조 위원장 등 전교조 간부 4명을 불구속기소했다. 2004년 11월 16일에는 전국공무원노동조합(전공노) 김형철(44세) 정치위원장을 총파업 결정에 관여하고 집회에 참석한 혐의(지방공무원법 위반) 등으로 구속했다. 2004년 11월 23일에 국보법 사수 집회과정에서 폭력을 행사한 반핵반김 국민협의회 관계자 신혜식(36)씨에 대해 공무집행방해 혐의 등으로 사전 구속영장을 청구했다. 11월 25일에 집회 도중 경찰에 폭력을 행사한  파병반대 비상국민행동 관계자 정모(33)씨에 대해 사전 구속영장을 청구했다. 2004년 12월 28일에  지난 3월 체포영장 청구과정에서 "사전 보고를 누락했다"는 이유로 법무부-검찰간 갈등을 불러 일으켰던 탄핵무효 촛불집회 사건 관련자 중  "탄핵무효 범국민행동 소속의 최열.박석운, 김기식, 서주원과 생활정치네트워크 국민의 힘 소속 이상호. 장형철 등 6명을 대통령 탄핵안 가결 이후 여의도와 광화문 일대에서 탄핵에 반대하는 야간 촛불행사를 열면서 신고없이 집회를 개최한 혐의로 약식기소하고 가담정도가 약한 `국민의 힘' 소속 김명렬.심화섭씨 등 2명에 대해서는 기소유예하면서 탄핵지지 집회를 주도한 관계자들 중 탄핵지지 국민연대 공동대표를 지낸 박찬성씨를 미신고 집회개최한 집시법 위반 등으로 약식기소하고 사무총장이던 신혜식을 기소유예했다. 2005년 3월 9일에 참여연대 등이 "청소년 등 아르바이트생을 고용하면서 임금체불, 주휴수당 미지급, 연장·야간·휴일 근로수당 미지급 등 근로기준법을 준수하지 않았다"며 맥도날드를 판매하는 신맥과 맥킴, 버거킹, 롯데리아, 파파이스 등 업체 5곳의 대표들을 고발한 사건에 대해 "직영점의 경우 지점장 책임하에 운영되므로 본사 대표이사를 고발한 이번 사건의 경우 책임을 물을 수 없어 `혐의없음` 결정을 했고 가맹점도 법인 자체가 독립적으로 운영되는 형태이므로 각하 결정했다"고 하면서  "매년 2월과 7월에 노동청에서 실태조사를 하고 시정조치를 내린다"며 "이번 사건의 경우 노동청으로부터 행정처분이 완료됐으므로 별도로 검찰이 수사하는 것은 형평에 맞지 않고 대표의 고의성도 없다고 판단했다"며 결정 이유를 밝혔다. 2005년 3월 19일에 신한은행과 합병을 앞두고 인력구조조정을 위한 희망퇴직을 노조에 제시하자 이에 반발하여 2월 18일 서울 중구 조흥은행 본점 3층에서 열릴 예정이었던 창립 108주년 행사를 노조원 30여명과 함께 물리력으로 저지한 전국금융산업노조 조흥은행지부 부위원장 김모(44)씨 등 2명을 구속기소하고 조직부장 이모(36)씨를 불구속 기소했다. 2002년 대통령 선거를 앞두고 한나라당 정형근 의원이 폭로한 ‘국정원 휴대전화 도청내역’ 의혹 사건과 관련해서 신건 당시 국정원장 등 관련자 전원에 대해 무혐의 또는 공소권 없음 처분을 하면서 이 사건과 관련해 제기됐던 국정원의 휴대전화 감청여부에 대해서 "기술적으로 불가능하다"며 "폭로한 문건은 글자체나 형식 등을 볼 때 국정원 문건이 아니다"고 했다.
법무부가 중량감을 갖춘 검사장을 부원장으로 발령하고 여성 형사부장 검사를 교수로 임명하던 인사 관행을 깬 2005년 4월 12일에 했던 인사에서 사법연수원 교수를 거친 뒤 서울중앙지방검찰청 부장검사에 임명하던 관행을 깨고 서울중앙지방검찰청 공안2부장을 사법연수원 교수에 발령했으며 사법연수원 교수로 재직하면서 2007년 1월과 2월 매일경제신문 오피니언 지면인 '매경춘추' 필진으로 기고했다.
2007년 3월 8일에 대구지방검찰청 포항지청장으로 취임하면서 "고객입장에서 민원인을 대하는 서비스 마인드를 갖고 검찰 본연의 임무에 충실해 국민들로부터 신뢰받고 사랑받는 검찰이 되도록 노력하겠다."고 취임 각오를 밝혔으며 2006년 6월부터 검찰총장이 일선 검찰청의 모든 형사부를 대상으로 업무실적이 우수한 형사부를 선정 포상하는 제도인 우수 형사부에 대구지방검찰청 포항지청 형사 제2부가 대검찰청 선정 2007년 10월 우수형사부로 선정돼 표상을 받았다. 고진원 포항지청 검사, 이중환 법무부 범죄예방위원 포항지역협의회장 등 7명과 함께 2008년 1월 26일 울릉도 시온성 복지원을 찾아 혼자 몸을 움직일 수 없는 지체1급 장애로 요양중인 노인들을 위해 바퀴가 달린 이동식 침대 2개와 내의 등 2백만 원 상당의 위문품을 전달했다.
울산지방검찰청 차장검사로 있던 2008년 5월 7일에 울산지방검찰청은 울산대학교, 영산대학교와 공동으로 검사와 법학교수로 구성된 실무연구모임인 울양법률포럼을 창립하여 영산대학교 김병태  법과대학장과 공동으로 회장에 선임되었다.  2008년 5월 1일에 "민주노총과 금속노조의 5월 2일 총파업은 임금 등 근로조건 개선과 무관한 정치적 이슈를 이유로 한 명백한 불법 정치파업인 만큼 엄정대처하기로 했다"고 밝혔다. 이에 노조 측은 "조정기간 거쳤고 파업찬반 투표 가결..민주적.적법 절차를 거쳤다"고 하여 논란이 있었다. 사단법인 울산환경보호협의회(회장 박도문)가 2008년 8월 26일 울산시 울주군 온산읍 에쓰오일 기술연구소에서 개최한 '악취저감을 위한 워크숍'에 허만영 울산광역시 환경국장 등 관계자 100여명과 함께 참석했다.
수원지방검찰청 성남지청장으로 있던 2008년 6월 18일에 경원대학교 국제어학원 국제홀에서  사단법인 성남.광주.하남지역 범죄피해자지원센터와 공동으로 '범죄피해자 지원제도의 발전방안 모색'을 주제로 한 세미나를 열었다. 사법연수원 16기에서 2009년이 마지막 승진 기회였던 임정혁은 이경재 부천지청장, 문규상 안산지청장 등과 인사에서 경합을 벌여서 2009년 8월 10일에 있었던 인사에서 임권수, 황윤성, 신경식과 함께 사법시험 26회 4명이 "검사장 진급 막바지 열차를 타면서" 임정혁도 서울고등검찰청 형사부장에 임명되었다.
서울고등검찰청 형사부장으로 있으면서 한상대 서울고등검찰청 검사장이 추진하던 고등검찰청 검사 전문화 정책에 화답하여 전문 서적을 출판했다.
2011년 8월부터 2013년 4월에는 전국 공안수사를 총괄하는 대검찰청 공안부장을 맡으면서 2011년 11월 서울중앙지검 공안1ㆍ2부, 경찰청, 방송통신위원회 등과 '사이버안보 위해사범 유관기관 대책회의'를 개최한 이후 6개월 동안 이적표현물 사범 11명을 구속하는 등 모두 57명을 입건했으며 2012년 5월 통합진보당 비례대표 부정경선 사건 지휘를 맡아 당내 경선 관련 사건으로 최대 규모인 462명을 사법처리했다.
2009년 9월에 황교안 대구고등검찰청 검사장이 주도해 출범하여 매주 목요일 밤에 테니스를 즐기는 목야회에 참가하여 테니스를 배우면서 열심히 참가했다.
변호사 개업 이후
드루킹 특별검사로 대한변호사협회가 최종적으로 압축한 2명의 후보에 포함되어 청와대에 추천되었으나 지명되지 못했다. 특검 후보 추천과 관련하여 법조계에서는 "대한민국 제19대 대통령 선거를 전후한 여론 조작 활동 등 선거개입 의혹이 핵심인 만큼 공안 수사 경험이 많은 임정혁 변호사와 허익범 변호사가 추천된 것"이라고 하면서 "임정혁 변호사는 이번 드루킹 특검 후보로 물망에 오른 인물이고, 나머지 세명은 모두 의외의 인물"이라고 했다.
검찰 재직시절 공안통으로 있으면서 "조직의 화합을 우선시하고 상하 간의 원활한 소통을 통한 시너지 효과를 최대화하는 친화적 리더십을 갖췄다"는 평가를 받은 임정혁은 대한민국의 과거와 현재의 역사, 문화 등 여러 분야에서 왜곡돼 있거나 잘 알려지지 않은 부분들을 발굴해 널리 알리기 위해 2016년 1월에 대한민국 역사 바로알기 연구원 설립하고 아카데미를 개강하면서 "이 단체와 교육은 부장검사 시절부터 생각했던 것을 행동으로 옮긴 것"이라며 "역사·정치 등 각 분야에서 무조건 편가르고, 우기는 게 아니라 많이 알고 얘기하는 게 필요하다고 생각했다"고 출범 배경을 설명했다. 법무법인 산우 대표 변호사로도 활동하면서 안보·국가정체성 관련사건, 시장경제관련 사건에서 헌법적 가치에 반하는 판결을 내리는 일부 판사, 변호사, 검사들의 반 헌법적 행위를 추적, 감시하는 민간차원의 상설조직을 설립해 사법 분야에서 헌법적 가치와 국가정체성을 수호하고 사법정의를 실현할 목적으로  "국론분열을 야기한다"는 등의 이유로 민주사회를 위한 변호사 모임의 활동을 비판해 온 자유민주연구원(원장 유동열)이 주도하여 헌법을 생각하는 변호사 모임'과 바른사회시민회의 등 보수 성향 단체 여섯 곳과 협력관계를 맺어 결성하였으며 "민변의 활동을 감시하겠다"고 하면서 2016년 4월 준비단을 발족해 7월 5일 창설된 '사법정의실현 국민감시센터' 정책자문위원을 맡았다. 내외뉴스통신 상임고문을 맡았던 임정혁은 2017년 9월 11일에 내외뉴스통신과 내외경제티브이 회장에 취임하면서 "내외뉴스통신이 올바른 언론의 정도(正道)를 걸을 수 있도록 열심히 하겠다"고 밝혔으며, 매주 수요일마다 수요 편지라는 에세이를 발표했다. 2018년 4월 10일 인터뷰에서 "검사로서 28년 9개월을 재직했고 고위직까지 경험한 사람이 돈벌이에 나서는 게 많이 주저돼 퇴직 후 곧바로 변호사 개업을 하지 않았다"고 하면서 "돈이 많고 적음을 떠나 의뢰인 입장에서는 각자의 사건이 가장 크고 소중할 수 밖에 없습니다"라고 말했다.
새누리당 안상수 의원이 한국신문방송인클럽(회장 한창건)과 공동으로 2016 대한민국 사회를 발전시킨 숨은 공로자 25명을 선정하면서 2016년 12월 13일에 개최한 시상식에서 임정혁은 국회의원 안상수, KBS 보도본부 해설위원 지종학, 칸타라 글로벌 로보트 킴 회장, 배한성과 함께 시상자로 참석했다.

## 가족 관계
- 1960년생인 부인 조용빈과 사이에 아들 3명이 있다.
- 1988년 서울대학교 외교학과 3학년 재학 중에 총학생회 문화부장을 맡고 있으면서 총장실 점거에 반대하고 실제로 총장실 점거를 할 때도 현장에 없었지만 연대 책임을 물어 학생회 간부 전원을 제적할 때 같이 제적된 임태혁이 친동생이다. 사건 당시 대검찰청 공안부 연구관으로 근무하던 임정혁은 동생에게 행정소송을 권유하여 1년뒤 서울고등법원으로부터 "제적처분을 내린 것은 재량권 남용"이라며 "제적을 취소하라"는 판결을 받게 하였고 대법원에서 확정되었다. 1993년에 사법시험에 합격하여 1999년 4월 27일 광주지방법원 판사에 임용되었다.[47]
- 막내동생 임부혁 또한 변호사로 활동하고 있다.

## 경력
- 1987년 3월 12일 대구지방검찰청 검사
- 1989년 8월 24일 전주지방검찰청 군산지청 검사
- 1991년 2월 28일 인천지방검찰청 검사
- 1993년 9월 22일 법무부 보호과 검사
- 1996년 7월 27일 서울지방검찰청 북부지청 검사
- 1999년 2월 21일 대검찰청 검찰연구관
- 2000년 2월 ~ 2001년 6월 제17대 춘천지방검찰청 영월지청 지청장
- 2001년 6월 7일 서울지방검찰청 부부장검사
- 2002년 대구지방검찰청 공안부 부장검사
- 2002년 대검찰청 공안3과장
- 2003년 3월 28일 ~ 2003년 8월 21일 대검찰청 공안2과장
- 2003년 8월 22일 ~ 2004년 6월 13일 부산지방검찰청 형사2부 부장검사[48]
- 2004년 6월 14일 ~ 2005년 4월 11일 서울중앙지방검찰청 공안2부 부장검사[49]
- 2005년 4월 12일 ~ 2007년 2월 19일 사법연수원 교수
- 2007년 1월, 2월 매일경제신문 오피니언 지면 '매경춘추' 기고
  - 2007년 2월 20일 〈고집과 보람〉[50]
- 2007년 3월 8일 ~ 2008년 3월 19일 제10대 대구지방검찰청 포항지청 지청장
- 2008년 3월 20일 ~ 2009년 1월 29일 울산지방검찰청 차장검사
- 2008년 5월 7일 울양법률포럼 공동 회장
- 2009년 1월 30일 ~ 2009년 8월 제25대 수원지방검찰청 성남지청 지청장
- 2009년 8월 10일  서울고등검찰청 형사부 부장
- 2010년 10월 ~ 2011년 8월 21일 대구고등검찰청 차장검사
- 2011년 8월 22일 ~ 2013년 4월 9일 대검찰청 공안부장[51]
- 2013년 4월 10일 ~ 2013년 12월 4일 제43대 서울고등검찰청 검사장
- 2013년 12월 5일 ~ 2015년 2월 10일 대검찰청 차장검사
- 2015년 2월 11일 ~ 2015년 12월 21일 제40대 법무연수원 원장
- 2016년 1월 ~ 대한민국 바로알기연구원 설립 원장
- 자유민주연구원 정책자문위원장
- 2016년 1월 ~ 법무법인 산우 대표 변호사[52]
- 2016년 7월 5일 ~ 사법정의실현 국민감시센터 정책자문위원[53]
- 2017년 1월 16일 ~ 강원도 홍천군 고문 변호사[54]
- 2017년 1월 유니세프 한국위원회 진상조사위원회 위원장
- 2017년 9월 11일 ~ 내외뉴스통신, 내외경제티브이 회장[55]
  - 2018년 8월 31일 수요 편지(51) 어느 비전향 장기수의 절규(?)[56]
- 2017년 ~ 2017년 11월 21일 바이오빌 사외이사[57]

- 2020년 10월 ~ 2020년 12월 고위공직자범죄수사처장 후보추천위원회 위원

## 수훈
- 황조근정훈장
- 홍조근정훈장
- 2017년 6월 유니세프 한국위원회 감사패